# Willy Irrgang
Willy Irrgang (* 7. August 1915 in Berlin; † 1988 ebenda) war ein deutscher Radrennfahrer.
Willy, genannt „Itze“, Irrgang startete für den Berliner Verein BRC Endspurt, dem er mit 14 Jahren beigetreten war. Sein erstes Rennrad sparte er sich durch das Austragen von Zeitungen und anderen Arbeiten zusammen. 1935 erhielt er die erste Berufung in die Straßenfahrer-Nationalmannschaft Deutschlands. 1938 gewann er die Deutsche Bergmeisterschaft der Amateure. 
1950 gewann er das traditionsreiche Rennen Berlin–Cottbus–Berlin als Solist und wurde Zweiter bei Berlin–Leipzig.
Die Rundfahrt Tour de Berlin (damals unter dem Namen Berliner Vier-Etappenfahrt ausgetragen), die fast ausschließlich zwischen Himmelfahrt und dem darauf folgenden Wochenende in den meisten Jahren ausgetragen wurde, gewann Irrgang als erster Sieger 1953 vor dem Schweden Yngve Lundh, der auf den zweiten Platz landete. Irrgang konnte auch in den folgenden Jahren 1954 als Zweit- und 1955 als Drittplatzierter überzeugen. 1954 siegte er im traditionsreichen Rennen Rund um Köln, dessen 40. Auflage er vor Wolfgang Karbach gewann. Auch bei Rund um Dortmund war er erfolgreich.

## Erfolge
1937
- Harzrundfahrt, Deutschland
- Rund in Berlin, Amateure, Berlin, Deutschland

1938
- Nationalmeisterschaft, Straße, Mannschaftszeitfahren, Amateure, Deutschland

1950
- Berlin–Leipzig, Leipzig, Deutschland
- Berlin–Cottbus–Berlin, Berlin, Deutschland
- Rund um Köln, Amateure, Köln, Deutschland
- Rund in Berlin, Berlin, Deutschland

1951
- Nationalmeisterschaft, Straße, Mannschaftszeitfahren, Amateure, Augsburg, Deutschland
- Rund um Köln, Amateure, Köln, Deutschland

1952
- Rollberg-Rennen, Berlin, Deutschland
- Nationalmeisterschaft, Straße, Mannschaftszeitfahren, Amateure, Deutschland

1953
- Nationalmeisterschaft, Straße, Mannschaftszeitfahren, Amateure, Deutschland
- Gesamtwertung Berliner Etappenfahrt, Berlin, Deutschland

1954
- Rund um Köln Amateure, Köln, Deutschland
- Gesamtwertung Berliner Etappenfahrt, Berlin, Deutschland

1955
- Gesamtwertung Berliner Etappenfahrt, Berlin, Deutschland

1958
- Nationalmeisterschaft, Straße, Mannschaftszeitfahren, Amateure, Deutschland.